# Girolamo Maria Caracciolo
Girolamo Maria Caracciolo (Torrecuso, 20 settembre 1617 – Los Santos de Maimona, 16 agosto 1662) è stato un militare italiano, vissuto nel Regno di Napoli.

## Biografia
Girolamo Maria era il figlio secondogenito di Carlo Andrea Caracciolo, II marchese di Torrecuso e della sua consorte Teresa Vittoria Ravaschieri Fieschi.
Durante la Guerra dei trent'anni partecipò alla battaglia di Fuenterrabía del 1638 e all'assedio di Perpignano del 1639.
Fu uomo di fiducia di Pedro Fajardo de Zúñiga y Requeséns, viceré di Navarra, comandante delle truppe spagnole durante la Sollevazione della Catalogna, prendendo parte a diverse operazioni militari. Il fratello maggiore di Girolamo Maria, Carlo Maria Caracciolo (1616-1641), morì nella battaglia di Montjuïc. Girolamo Maria partecipò all'assedio di Tarragona (maggio-agosto 1641) e alla battaglia di Montmeló (marzo 1642).
A seguito del Trattato di Péronne i feudi nel regno di Napoli appartenenti ai Grimaldi furono confiscati. Nel 1642 Carlo Andrea Caracciolo acquistò il feudo di Campagna (uno dei possedimenti principali dei Grimaldi nel regno) con relativo titolo di principe a beneficio del secondogenito Girolamo Maria, il quale dal 1642 al 1662 detenne il titolo di principe di Campagna.
Nel 1642 Girolamo Maria ottenne il titolo di cavaliere dell'Ordine militare di Alcántara, divenendo commendatore di Peraleda.
In seguito alla morte prematura del fratello maggiore Carlo Maria (il quale non lasciò discendenti), Girolamo Maria succedette al padre quale III marchese di Torrecuso e III duca di san Giorgio.
Nel corso della rivoluzione napoletana del 1647-1648, il Caracciolo ebbe un ruolo di rilievo nella soppressione dei moti popolari e nel ripristino dell'autorità del viceré.
Pressato dalle precarie condizioni in cui versava il suo patrimonio, Girolamo Maria Caracciolo tornò nel 1660 a servire nell'esercito spagnolo con il grado di maestro di campo, partecipando alla guerra di restaurazione portoghese. Prese parte, sotto il comando di don Giovanni d'Austria, con il conterraneo Francesco Tuttavilla (il cui fratello Vincenzo, era stato uno dei principali comandati delle forze baronali lealiste riunitesi per contrastare la rivolta popolare napoletana del 1647-1648), a diverse operazioni militari in Estremadura.
Ammalatosi durante la campagna militare, Girolamo Maria morì il 16 agosto del 1662.

## Matrimonio e discendenza
Girolamo Maria sposò Caterina Acquaviva d'Aragona, figlia di Giangirolamo II Acquaviva d'Aragona e della sua consorte Isabella Filomarino. Dal matrimonio nacquero due figli che raggiunsero l'età adulta:
- Vittoria (1649-1725), sposa nel 1672 Giovanni de Guevara, V duca di Bovino (ca. 1640-1704)
- Carlo Andrea (1650 o 1651-1692), II principe di Campagna, IV duca di San Giorgio e IV marchese di Torrecuso.[2] Sposa nel 1678 Porzia Anna Caracciolo (1662-1747), figlia di Giambattista (1627-1685), V marchese di Sant'Eramo